# Малый Куяльник (село)
Малый Куяльник (укр. Малий Куяльник, до 2016 г. — Чапаевка) — село, относится к Подольскому району Одесской области Украины.
Население по переписи 2001 года составляло 522 человека. Почтовый индекс — 66350. Телефонный код — 4862. Занимает площадь 0,85 км². Код КОАТУУ — 5122987401.

## История
В 1945 г. Указом ПВС УССР село Пятая Статья переименовано в Чапаевку.

## Местный совет
66350, Одесская обл., Подольский р-н, с. Куяльник, ул. Ленина, 26а